# Рязановка (Казахстан)
Ряза́новка (каз. Рязанов) — село у складі Костанайського району Костанайської області Казахстану. Входить до складу Майкольського сільського округу.
Населення — 205 осіб (2021; 312 у 2009, 327 у 1999, 282 у 1989).